# Marija Judina
Marija Wieniaminowna Judina (ros. Мария Вениаминовна Юдина; ur. 28 sierpnia?/9 września 1899 w Newelu, zm. 19 listopada 1970 w Moskwie) – rosyjska pianistka.

## Życiorys
Początkowo uczyła się w domu, eksternistycznie ukończyła 8 klas gimnazjum, później uczyła się w klasie fortepianu moskiewskiego konserwatorium, które ukończyła w 1921. Studiowała na Wydziale Historyczno-Filologicznym Uniwersytetu Piotrogrodzkiego, później wykładała w piotrogrodzkim konserwatorium w klasie fortepianu, a od 1932 do 1934 w konserwatorium w Tbilisi. Od 1934 na stałe mieszkała w Moskwie, gdzie od 1936 wykładała w konserwatorium i jednocześnie od 1944 do 1960 w Instytucie im. Gniesinych. W 1950 występowała na festiwalu bachowskim w Lipsku, a w 1954 w Polsce.
Pierwsza wykonywała w ZSRR europejską muzykę XX wieku (m.in. utwory Igora Strawinskiego, Antona Weberna, Karola Szymanowskiego, Witolda Lutosławskiego).